# Mądra wieśniaczka
Mądra wieśniaczka (niem. Die kluge Bauerntochter) – baśń opublikowana przez  braci Grimm w 1815 roku w zbiorze ich  Baśni (tom 2, nr 94).

## Treść[1]
Pewien ubogi wieśniak, który nie posiadał ziemi, lecz tylko domek, w którym mieszkał z córką, zwrócił się do króla z prośbą o grunt, który zapewniłby mu środki do życia. Król widząc jego nędzę, podarował mu ziemię. Podczas pracy na swoim nowym polu wieśniak znalazł w ziemi złoty moździerz. Uznał, że skoro król wspaniałomyślnie podarował mu to pole, winien zwrócić znaleziony na niej przedmiot królowi. Córka odradzała mu to argumentując, że król na pewno zapyta o tłuczek do moździerza, którego nie znaleźli. Jednak ojciec nie posłuchał córki i udał się do króla, by zwrócić moździerz. Król, zgodnie z przewidywaniem córki, zażądał także zwrotu tłuczka. Nie chciał uwierzyć w to, że wieśniak go nie znalazł. W końcu uznał wieśniaka za złodzieja i wtrącił do więzienia.
W więzieniu wieśniak odmawiał przyjmowania pożywienia, cały czas powtarzając strażnikom, jaki był głupi, że nie posłuchał swojej mądrej córki, która dobrze mu radziła. Dowiedział się o tym król i zaczął wypytywać o córkę. Wieśniak opowiedział królowi, iż córka przestrzegała go, że nie powinien przynosić królowi moździerza, dopóki nie znajdzie od niego tłuczka. Zaintrygowany król kazał sprowadzić córkę wieśniaka. Kiedy dziewczyna przybyła, król oświadczył jej, że jeśli jest na tyle mądra, by rozwiązać zadanie, które jej zada, wówczas ją poślubi i uczyni królową. Kiedy dziewczyna przystała na to, król nakazał: "przybądź do mnie nie będąc naga ani ubrana, nie pieszo i nie jadąc, nie drogą i nie obok drogi".
Następnego dnia dziewczyna zjawiła się przed królem bez ubrania, ale owinięta w sieć rybacką (więc nie naga). Zaprzęgła osła, przywiązała do jego ogona sieć, którą się owinęła, a osioł ciągnął ją po ziemi - zatem ani nie szła ani nie jechała. Osioł szedł rowem, a ona dotykała ziemi tylko jednym palcem stopy - więc była na drodze i nie była. Król przekonał się, że wieśniaczka jest rzeczywiście tak mądra, jak ojciec powiedział. Kazał uwolnić jej ojca z więzienia, a ją zgodnie z obietnicą poślubił.
Jakiś czas później, kiedy król dokonywał przeglądu wojsk na paradę, doszło do sporu między dwoma wieśniakami, którzy przyjechali wozami sprzedawać drewno. Jeden z nich miał trzy konie, w tym jedno dopiero co narodzone źrebię. Źrebiątko uciekło między woły innego wieśniaka. Wieśniak, do którego należały woły, chcąc zatrzymać źrebię, oświadczył, że to jego krowa je urodziła. Spór trafił przed królewskie oblicze. Władca wydał wyrok, że źrebię powinno należeć do znalazcy, czyli właściciela wołów.
Właściciel koni udał się ze skargą do królowej. Ta, oburzona niesprawiedliwym wyrokiem wydanym przez męża, poradziła wieśniakowi, aby podczas parady wziął sieć rybacką i udawał, że zarzuca ją na ryby. Poinstruowała go też, co ma odpowiedzieć, gdy zapytają go, dlaczego tak robi. Następnego dnia, zgodnie z radą królowej, wieśniak stanął na środku drogi i zaczął zarzucać sieć w powietrze. Król, zaintrygowany niecodziennym widokiem, zapytał go, przez posłańca, co robi. Wieśniak odparł, że łowi ryby. Po chwili posłaniec wrócił z kolejnym pytaniem - jak może łowić, skoro nie ma wody? Wieśniak odparł, że skoro krowa mogła urodzić źrebię, to on może łowić ryby na lądzie.
Król, oburzony zuchwalstwem wieśniaka, kazał go sprowadzić. Domyślił się, że to nie jego pomysł, więc chciał się dowiedzieć, kto mu go podsunął. Wieśniak nie chciał zdradzać królowej, ale pod wpływem chłosty przyznał, że pomysł pochodził od niej.
Król wrócił do domu i rzekł do żony, że za to, co zrobiła, nie może już być jego żoną ani królową. Ma wracać tam, skąd przyszła - do wiejskiej chaty. Dodał jednak, że może zabrać z pałacu to, co jest dla niej najcenniejsze i najdroższe.
Wieczorem królowa podała mężowi napój nasenny. Z pomocą służby wniosła go do powozu i zawiozła do swojej chatki. Tam położyła w łóżku. Kiedy następnego dnia król się obudził, nie poznawał gdzie jest. Wówczas zobaczył, że przy łóżku stoi jego żona. Wyjaśniła mu, że spełniła jego rozkaz, gdyż pozwolił jej zabrać z pałacu to, co jest dla niej najcenniejsze i najdroższe. Nic nie jest dla niej droższego niż on, dlatego zabrała go ze sobą. Król, wzruszony miłością żony, zawiózł ją ponownie do pałacu i ponownie poślubił.

## Ekranizacje
- Wie heiratet man einen König? – niemiecki film z 1969 roku
- Die kluge Bauerntochter – szwajcarski film familijny z 1977 roku
- Królewska zagadka  (niem. Die kluge Bauerntochter) – niemiecki film familijny z 2010 roku